# Milan Begović
Milan Begović (ur. 19 stycznia 1876 we Vrlice, zm. 16 marca 1948 w Zagrzebiu) – chorwacki pisarz.
Kształcił się w Splicie, Zagrzebiu i Wiedniu. Był nauczycielem w Splicie. Później mieszkał w Hamburgu i Wiedniu, gdzie pracował w teatrach.

## Wybrane dzieła
- Gretchen, liryka 1893
- Pjesme, liryka 1896
- Knjiga Boccadoro, liryka 1900
- Hrvatska pjesma, liryka 1900
- Myrrha, Dramat 1902
- Život za cara, Sonet 1904
- Vojislav Ilić, 1904
- Gospoda Walewska, Dramat 1906
- Menuet, 1906
- Venus victrix, 1906
- Stana Biučića, Dramat 1909
- Vrelo, 1912
- Dunja u kovčegu, Powieść 1921 (wyd.pol. Pigwa w skrzyni 1930)
- Male komedije, 1922
- Svadbeni let, Dramat 1922
- Nasmijana srca, 1923
- Božji čovjek, Dramat 1924
- Izabrane pjesme, liryka 1925
- Pustolov pred vratima, Dramat 1926
- Hrvatski Diogenes, 1928
- Tri drame, 1933
- Kvartet, 1936
- Ero s onoga svijeta, Libretto 1936
- Jakov Gotovac, Opera 1936
- Giga Barićeva, Powieść 1940
- I Lela će nositi kapelin, 1941
- Puste želje, 1942
- Put po Italiji, 1942
- Kritike i prikazi, 1943
- Umjetnikovi zapisi, 1943